# Jeunes volontaires pour l'environnement
 (septembre 2021).
Jeunes volontaires pour l'environnement (JVE) est une organisation internationale qui lutte pour la préservation de l'environnement. Elle a vu le jour en novembre 2001 à l'initiative  de Sena Alouka et d'autres étudiants togolais touchés par le niveau de dégradation avancée des terres de leur pays et de la pauvreté qu’entraîne cette dégradation sur les populations. JVE est aujourd'hui présente dans 25 pays africains.

## Missions et objectifs
JVE s'est fixé comme mission d'éduquer, d'apporter son soutien et surtout de renforcer la capacité des jeunes africains afin que ces derniers soient davantage impliqués dans le processus de développement sans omettre de garantir a tout un chacun une justice sociale renforcée. L'organisation non gouvernementale JVE a pour but d'apporter son aide à la jeunesse afin que cette dernière puisse s'épanouir tout en participant au développement durable dans tous ses aspects en ayant comme l'Homme le tremplin de toutes activités.
Jeunes volontaires pour l’environnement à pour objectifs d'amener la jeunesse africaine a une prise de conscience environnementale, de sauvegarder les ressources naturelles et de promouvoir la justice sociale,,,.